# Vernonanthura menthaefolia
Vernonanthura menthaefolia là một loài thực vật có hoa trong họ Cúc. Loài này được (Poepp. ex Spreng.) H.Rob. miêu tả khoa học đầu tiên năm 1992.